# Спортивный комплекс (станция метро, Пусан)
«Спортивный комплекс» (кор. 종합운동장; Чонхап ундонджан) — подземная станция Пусанского метро на Третьей линии. Она представлена двумя боковыми платформами. Станция обслуживается Пусанской транспортной корпорацией. Расположена в квартале Кодже-дон административного района Йондже-гу города-метрополии Пусан (Республика Корея). На станции установлены платформенные раздвижные двери.
Станция была открыта 28 ноября 2005 года.
Как следует из названия, Пусанский спортивный комплекс (или спортивный комплекс «Саджик»), где проводились Чемпионат Мира по футболу 2002 и Летние Азиатские игры Пусан-2002, находятся недалеко от станции.
Диктор звука объявления в поездах этой станции — Ли Бомён, главный вратарь ФК «Пусан Ай Парк» и сборной Республики Корея.
Рядом с станцией расположены:
- Пусанский спортивный комплекс (Спортивный комплекс «Саджик»): Главный стадион Азиады в Пусане, бейсбольный стадион «Саджик», бассейн «Саджик», Арена «Саджик»)
- Гипермаркет «Home plus»
- Пусанский городской медицинский центр